# 馬庫斯·希克斯
馬庫斯·科內爾·希克斯（1978年1月21日—2023年5月29日）為美國男子籃球運動員，出身於田纳西州傑克遜，畢業於Northside High School，1998年從西北密西西比社區學院轉學到密西西比大学。
2001年希克斯在KBL外籍球員選秀會上以狀元之姿獲得大邱東洋獵戶座青睞，效力大邱東洋獵戶座兩個賽季，第一個賽季助隊奪下隊史首座KBL總冠軍，第二個賽季則是在總冠軍賽鎩羽而歸，希克斯連續兩個KBL賽季都獲選年度最佳外籍球員，2003-04賽季希克斯原定重返大邱東洋獵戶座，但因椎間盤突出而作罷。
2023年5月29日，希克斯辭世，享年45歲。

## 外部連結
- 馬庫斯·希克斯在fiba.basketball（英语）
- 馬庫斯·希克斯在韓國籃球聯賽（英语）
- 馬庫斯·希克斯在Sports-Reference.com（NCAA）（英语）
- 馬庫斯·希克斯在Eurobasket.com（球員）（英语）
- 馬庫斯·希克斯在Proballers（英语）